# Maine (rzeka w Kerry)
Maine (irl. An Mhaing) – rzeka w Irlandii w hrabstwie Kerry. Źródła znajdują się na zboczach gór Mullaghareirk Mountains. Przepływa przez Castleisland i Castlemaine. Uchodzi do zatoki Dingle.
Rzeka jest bogata w łososia i troć.